# جواز سفر جمهورية الكونغو
تصدر جمهورية الكونغو جواز السفر إلى المواطنين الكونغوليين للسفر إلى خارج جمهورية الكونغو، التي تعرف أيضا باسم الكونغو برازافيل.

## السفر بدون تأشيرة
البلدان التالية تسمح تأشيرة مجانية أو تأشيرة دخول على أساس وصوله للسفر المواطنين الكونغوليين :

### أفريقيا
| البلدان والأقاليم      | شروط الحصول |
| ---------------------- | --- |
| بنين                   | 3 أشهر |
| بوروندي                | ويمكن الحصول على تأشيرة دخول عند وصوله إلى مطار بوجمبورا                                                                                           |
| الكاميرون              | 90 يوماً |
| الرأس الأخضر           | أصدرت التأشيرة لدى وصولهم |
| جمهورية إفريقيا الوسطى | 3 أشهر |
| تشاد                   | 3 أشهر |
| جزر القمر              | وحرر 24 ساعة تأشيرة العبور صدر لدى وصوله إلى المطار. في غضون 24 ساعة هذا يجب تحويلها إلى تأشيرة كاملة في مكتب الهجرة في موروني (رسوم مستحقة الدفع) |
| ساحل العاج             | 3 أشهر |
| جيبوتي                 | 1 الشهر أصدرت تأشيرة لدى وصوله |
| كينيا                  | 3 الشهر تأشيرة صادرة عن وصول 50 دولارا |
| مدغشقر                 | تأشيرة دخول لمدة 90 يوما صدر لدى وصوله لMGA140، 000                                                                                                |
| المغرب                 | 3 أشهر |
| موزمبيق                | 30 يوما من إصدار تأشيرة دخول لدى وصولهم إلى 25 دولارا أمريكيا نسخة محفوظة 14 مايو 2009 على موقع واي باك مشين.                                      |
| سيشل                   | 1 month نسخة محفوظة 29 سبتمبر 2007 على موقع واي باك مشين.                                                                                          |
| تنزانيا                | 3 الشهر تأشيرة صادرة عن وصول 50 دولارا |
| توغو                   | 7 التأشيرات الصادرة اليوم لدى وصوله |
| أوغندا                 | 3 الشهر isused تأشيرة دخول لدى وصولهم إلى 50 دولارا                                                                                                |
| زامبيا                 | 3 الشهر تأشيرة صادرة عن وصول 50 دولارا |

### الأمريكتين
| البلدان والأقاليم       | شروط الحصول          |
| ----------------------- | -------------------- |
| دومينيكا                | 6 أشهر               |
| الإكوادور               | 90 days              |
| هايتي                   | 3 أشهر [وصلة مكسورة] |
| سانت كيتس ونيفيس        | 14 days              |
| سانت فينسنت والغرينادين | 1 month              |

### آسيا
| Countries and Territories | Conditions of access                                          |
| ------------------------- | ------------------------------------------------------------- |
| أرمينيا                   | 120 day visa issued upon arrival for AMD 15,000 [وصلة مكسورة] |
| أذربيجان                  | 30-day visa issued upon arrival for US$100                    |
| بنغلاديش                  | 90 day visa issued on arrival for $50                         |
| كمبوديا                   | 30 day visa issued on arrival for US$ 20 [وصلة مكسورة]        |
| جورجيا                    | 3 month visa issued on arrival                                |
| لاوس                      | 30 day visa issued on arrival for US$ 30                      |
| المالديف                  | 30 days                                                       |
| ماكاو                     | 30 day visa issued on arrival for 100 MOP                     |
| نيبال                     | 15/30/90 day visa issued upon arrival for $25/50/100          |
| الفلبين                   | 21 days                                                       |
| سنغافورة                  | 30 days                                                       |
| سوريا                     | 15 day visa issued upon arrival                               |
| تيمور الشرقية             | 30-day visa issued upon arrival for US$30                     |

### أوروبا
| Countries and Territories | Conditions of access |
| ------------------------- | -------------------- |
| كوسوفو                    | 90 days              |

### أوقيانوسيا
| البلدان والأقاليم | شروط الحصول |
| ----------------- | ----------- |
| جزر كوك           | 31 days     |
| ميكرونيسيا        | 30 days     |
| نييوي             | 30 days     |
| بالاو             | 30 days     |
| ساموا             | 60 days     |
| توفالو            | 1 month     |